# Pararhodacarus intermedius
Pararhodacarus intermedius är en spindeldjursart som beskrevs av Jordaan, Loots och Theron 1988. Pararhodacarus intermedius ingår i släktet Pararhodacarus och familjen Rhodacaridae. Inga underarter finns listade i Catalogue of Life.